# Хадим Ндиайе
Хадим Ндиайе (на френски: Khadim Ndiaye) е сенегалски футболист, който играе на поста вратар.

## Кариера
Ндиайе е юноша на Аталанта.
На 1 февруари 2022 г. Хадим е пратен под наем в Царско село. Дебютира на 12 февруари при равенството 0:0 като гост на ЦСКА (София).

### Хебър
На 15 юли 2022 г. сенегалецът е обявен за ново попълнение на Хебър. Прави дебюта си на 29 септември при загубата с 1:0 като гост на Арда.